# Lista dos 100 maiores álbuns da música cristã brasileira pelo Super Gospel
A lista dos 100 maiores álbuns da música cristã brasileira foi uma publicação de vários portais do meio protestante, encabeçada pelo Super Gospel e publicada em setembro de 2015.

## Eleição
Segundo diversas referências, a escolha envolveu uma parceria entre vários portais do meio protestante: Super Gospel, Arquivo Gospel, O Propagador, Virtual Gospel, Casa Gospel e Gospel no Divã. Contou com a participação de vários historiadores, jornalistas e músicos, que selecionaram os discos conforme o "impacto cultural e histórico".

## A lista
| Número | Título                                      | Lançamento | Artistas                                      |
| ------ | ------------------------------------------- | ---------- | --------------------------------------------- |
| 1      | De Vento em Popa                            | 1977       | Vencedores por Cristo                         |
| 2      | Mais Doce que o Mel                         | 1981       | Rebanhão                                      |
| 3      | Ouvi Dizer                                  | 1978       | Grupo Elo                                     |
| 4      | Celebraremos com Júbilo                     | 1978       | Don e Asaph                                   |
| 5      | Cem Ovelhas                                 | 1973       | Ozéias de Paula                               |
| 6      | Luz do Mundo                                | 1983       | Rebanhão                                      |
| 7      | Situações                                   | 1984       | Grupo Logos                                   |
| 8      | Janires e Amigos                            | 1985       | Janires                                       |
| 9      | Retratos de Vida                            | 1987       | Milad                                         |
| 10     | Princípio                                   | 1990       | Rebanhão                                      |
| 11     | Não Há Barreiras                            | 1986       | Álvaro Tito                                   |
| 12     | Espelho nos Olhos                           | 1988       | Banda Azul                                    |
| 13     | 3                                           | 1992       | Complexo J                                    |
| 14     | Dê Carinho                                  | 1997       | Cristina Mel                                  |
| 15     | Voz e Violão                                | 1996       | João Alexandre                                |
| 16     | Anseios                                     | 1986       | Altos Louvores                                |
| 17     | Novidade de Vida                            | 1982       | Edson e Tita                                  |
| 18     | Portas Abertas                              | 1987       | Grupo Logos                                   |
| 19     | Alma Cansada                                | 1968       | Jair e Hozana                                 |
| 20     | Fruto dos Lábios                            | 1988       | Comunidade da Graça                           |
| 21     | On the Rock                                 | 1995       | Resgate                                       |
| 22     | Indiferença                                 | 1996       | Oficina G3                                    |
| 23     | Armagedom                                   | 1995       | Katsbarnea                                    |
| 24     | Está Consumado                              | 1993       | Catedral                                      |
| 25     | Obra Santa                                  | 1969       | Luiz de Carvalho                              |
| 26     | Aliança                                     | 1988       | Koinonya                                      |
| 27     | Simplesmente João                           | 1991       | João Alexandre                                |
| 28     | Calmo, Sereno, Tranquilo                    | 1976       | Jairo Trench Gonçalves e Paulo Cezar da Silva |
| 29     | O que a Lua não Pôde, não Pode e não Poderá | 1975       | Wolô                                          |
| 30     | Novo Dia                                    | 1988       | Rebanhão                                      |
| 31     | O que Virá?                                 | 1981       | Comunidade S8                                 |
| 32     | Coisas da Vida                              | 1991       | Carlinhos Felix                               |
| 33     | Criação                                     | 1986       | Grupo Semente                                 |
| 34     | Intimidade                                  | 1997       | Jorge Camargo                                 |
| 35     | O Amor é a Resposta                         | 1996       | Alessandra Samadello                          |
| 36     | Tempos de Celebração                        | 1993       | Adhemar de Campos                             |
| 37     | Prá Falar de Amor                           | 1992       | Banda e Voz                                   |
| 38     | Manhãs de Outono                            | 1987       | Sinal de Alerta                               |
| 39     | Pra Cima Brasil!                            | 1990       | Milad                                         |
| 40     | Sem Limites                                 | 1995       | Aline Barros                                  |
| 41     | Brother                                     | 1992       | Brother Simion                                |
| 42     | Vento Livre                                 | 1985       | Guilherme Kerr                                |
| 43     | Diga Não                                    | 1991       | Raízes                                        |
| 44     | Lágrima no Olhar                            | 1993       | Altos Louvores                                |
| 45     | Não Chores Mais                             | 1983       | Victorino Silva                               |
| 46     | Discípulo Teu                               | 1988       | Prisma Brasil                                 |
| 47     | Amigos para Sempre                          | 1991       | Integração Jr.                                |
| 48     | Com Muito Louvor                            | 1999       | Cassiane                                      |
| 49     | Oh, Glória!                                 | 1991       | Mattos Nascimento                             |
| 50     | Resgate                                     | 1997       | Resgate                                       |
| 51     | Preciso de Ti                               | 2001       | Diante do Trono                               |
| 52     | Momentos Vol.1/Momentos Vol.2               | 1995       | Marina de Oliveira                            |
| 53     | Ao Meu Pai                                  | 1985       | Jessé                                         |
| 54     | O Sétimo                                    | 1997       | Sérgio Lopes                                  |
| 55     | Nascer de Novo                              | 1994       | Rayssa e Ravel                                |
| 56     | Razão Para Viver                            | 1993       | Nascimento e Silva                            |
| 57     | Tem Coisas que a Gente não Esquece          | 1999       | Cristina Mel                                  |
| 58     | Aqui Chegamos Pela Fé                       | 1975       | Arautos do Rei                                |
| 59     | Final Feliz                                 | 1991       | Armando Filho                                 |
| 60     | Tributo ao Deus de Amor                     | 1998       | Renascer Praise                               |
| 61     | Além do Rio Azul                            | 1988       | Voz da Verdade                                |
| 62     | Deus Vivo                                   | 1983       | Edison e Telma                                |
| 63     | Meu Clamor                                  | 1998       | Denise Cerqueira                              |
| 64     | Encontro                                    | 1992       | Actos 2                                       |
| 65     | Entrei no Templo                            | 1979       | Ozéias de Paula                               |
| 66     | Deus Cuida de Mim                           | 1999       | Kleber Lucas                                  |
| 67     | Não é o Fim                                 | 1999       | Novo Som                                      |
| 68     | Coração Valente                             | 1997       | Voz da Verdade                                |
| 69     | Primeiro Amor                               | 1994       | Shirley Carvalhaes                            |
| 70     | Sem Palavras                                | 1996       | Cassiane                                      |
| 71     | Bonança                                     | 1975       | Os Cantores de Cristo                         |
| 72     | Tempo de Adoração                           | 1994       | Comunidade Vila da Penha                      |
| 73     | Cicatrizes e Testemunho                     | 1984       | Jorge Araújo                                  |
| 74     | Oração de Davi                              | 1981       | Feliciano Amaral                              |
| 75     | O que na Verdade Somos                      | 2003       | Fruto Sagrado                                 |
| 76     | Poemas e Canções                            | 2002       | Leonardo Gonçalves                            |
| 77     | Autoridade e Poder                          | 1990       | Marcos Góes                                   |
| 78     | O Jardineiro que Chora                      | 1984       | Alceu Pires                                   |
| 79     | Valor de uma Alma                           | 1989       | Mara Lima                                     |
| 80     | Águas Purificadoras                         | 2000       | Diante do Trono                               |
| 81     | Voar como a Águia                           | 2002       | Alda Célia                                    |
| 82     | Um Pinguim Com Frio no Alaska               | 2001       | Amaury Fontenele                              |
| 83     | Aeroilis                                    | 2004       | Aeroilis                                      |
| 84     | Alta Voz                                    | 1997       | Kades Singers                                 |
| 85     | 2ª Vinda, a Cura                            | 2000       | Apocalipse 16                                 |
| 86     | Humanidade                                  | 1990       | Banda Rara                                    |
| 87     | Novo Amanhecer                              | 1993       | Cristiane Carvalho                            |
| 88     | Por Toda Vida                               | 2000       | Voices                                        |
| 89     | Quebrantado Coração                         | 2002       | Fernanda Brum                                 |
| 90     | Toque no Altar                              | 2003       | Ministério Apascentar de Nova Iguaçu          |
| 91     | Respire Fundo                               | 2004       | Ao Cubo                                       |
| 92     | Para o Mundo Ouvir                          | 2004       | Rose Nascimento                               |
| 93     | Na Casa de Deus                             | 2003       | Eyshila                                       |
| 94     | Daniela Araújo                              | 2011       | Daniela Araújo                                |
| 95     | Ainda não É o Último                        | 2010       | Resgate                                       |
| 96     | Antes do Sol Nascer                         | 2005       | Nádia Santolli                                |
| 97     | Além do que os Olhos Podem Ver              | 2005       | Oficina G3                                    |
| 98     | Na Sala do Pai                              | 2009       | Thalles                                       |
| 99     | Pra Louvar                                  | 2004       | Raiz Coral                                    |
| 100    | Fogo e Glória Curitiba                      | 2000       | David Quinlan                                 |

## Estatísticas
A maioria dos discos da lista são da década de 80 e 90. Dentre os 25 primeiros colocados, onze foram lançados na década de 1980. Os artistas que emplacaram mais de um álbum na lista são:
- Rebanhão (4)
- Resgate (3)
- Altos Louvores, Cassiane, Cristina Mel, Diante do Trono, Grupo Elo, Grupo Logos, João Alexandre, Marina de Oliveira, Milad, Oficina G3, Ozéias de Paula e Voz da Verdade (2)

Os cantores solo que mais aparecem no TOP 100 são Carlinhos Felix em 6 álbuns (4 com Rebanhão ou 5 se contar sua participação no disco Janires E Amigos, e 1 em carreira solo;), Paulo Cezar da Silva em 4 álbuns (2 com Grupo Elo, e 2 com Grupo Logos), Janires em 4 álbuns (2 com o Rebanhão, 1 ao vivo e 1 com a Banda Azul) e João Alexandre em 3 álbuns (1 com Milad e 2 em carreira solo). Lembrando que consta a participação de João Alexandre, também no disco "Vento Livre", classificado na posição 42.